# Османизъм
Османизъм или отоманизъм (на турски: osmanlılık, osmanlıcılık) е политическа концепция за държавно устройство, възникнала в средите на младотурците в периода, предшестваващ Османската конституция (1876—1878).
Появяването на османизма способства за реформите на Танзимата, в частност издадения в 1856 г. султански декрет Хати Хумаюн, в който се говори за пълно равенство за поданиците от всички миллети, а също и Закона за народностите от 1869 г., въвел единно османско гражданство независимо от верската и етническа принадлежност. Османизмът се намирал под силнато влияние на идеите на европейското Просвещение, а също така на Великата Френска революция. Неговите сподвижници декларирали равенство пред законите, всеобща военна служба и задължително държавно образование за всички поданици на Империята. Османистите считали, че това ще тушира проблемите в обществото, но възгледите им не били приемани еднозначно. Мюсюлманите виждали в това ликвидирене на гарантираното им дотогава от религиозните закони положение на превъзходство, а немюсюлманите го възприели като опит да се отнемат някои техни специфични привилегии като напр. липсата на военна повинност. Османизмът преживял ренесанс по време на Младотурската революция през 1908 г. и през периода на Втората конституция на Османската империя (1908—1922). Дошлите на власт младотурци го провъзгласяват за официална идеология и прокламират създаването на единна османска нация, съставена от отделните народности в Империята с официален език османо-турския. Постепенно засилващият се национализъм, намерил израз в редица въстания и войни (особено Първата Балканска война 1912—1913 г.), довел до силно редуциране на поддръжниците на тези идеи. В началото на Първата световна война концепцията започва да губи популярност и бива изместена постепенно от идеите на засилващия се турски национализъм.

## Виж също
- Неоосманизъм
- Пантюркизъм
- Миллет
- Младотурци
- Кемализъм
- турски национализъм